# Tzolkin

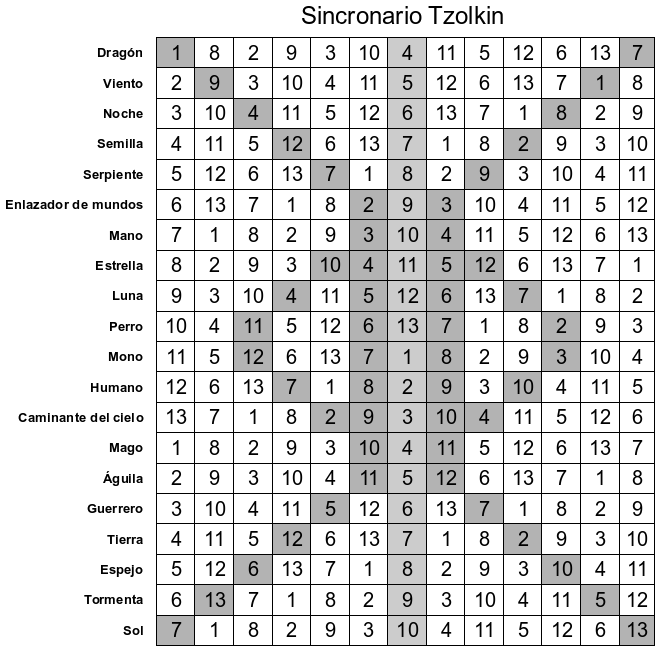
El Tzolk'in representat en la seva matriu.

El Tzolkin o Tzolk'in —el compte dels dies— és el nom donat a la versió maia del sincronari o cicle sagrat de 260 dies, constituït per vint tretzenes (o tretze vintenes) utilitzat a la Mesoamèrica precolombina i equivalent al Tonalpohualli asteca. El tzolk'in encara s'utilitza a les comunitats indígenes de l'altiplà guatemalenc i a l'estat d'Oaxaca i reben el títol de vigilants dels dies aquells que en aquestes comunitats auguren els esdeveniments terrenals basant-se en les dates del cicle sagrat. El tzolk'in és un calendari tridimensional perquè està basat en el Sol (els segells), la Lluna (els tons) i l'estel Sírius.
Es desconeix la forma amb la qual els maies anomenaven a aquest calendari. Va ser el maianista William E. Gates qui va proposar el nom prenent com a base del (en idioma quitxè: ch'ol q'iij (l'ordre dels dies)), d'aquesta forma els investigadors i especialistes han admès el terme tzolkin, ja que el seu veritable nom és desconegut.

## Origen
Es desconeix quina va ser la cultura mesoamericana que va desenvolupar el calendari. Les esteles més antigues que daten els esdeveniments emprant aquest calendari —en combinació amb el solar— daten de l'època zapoteca a Oaxaca (500 aC.) i s'han trobat en llocs com Monte Albán. En altres llocs de més antiguitat com a San José Mogote i a la regió olmeca del Golf de Mèxic s'han trobat glifs que semblen datar esdeveniments.
El propòsit d'un calendari que no té una relació òbvia amb cap cicle astronòmic ni geofísic és desconeguda, si bé s'han formulat nombroses teories sobre aquest tema. La més simple de totes elles atribueix el seu origen a l'especial significació que els nombres 20 i 13 tenien pels maies, el primer la base dels seus sistema de numeració i el segon el nombre de nivells del cel, residència dels déus, i també, segons vigilants dels dies moderns el nombre d'articulacions del cos: turmells, genolls, malucs, nines, colzes, espatlles i coll.
Barbara Tedlock suggereix que el tzolk'in està relacionat amb la gestació humana explicant-se el temps transcorregut entre l'última falta menstrual i el part, període consistent amb la regla de Naegele que estableix un temps de 40 setmanes (280 dies) des de l'última menstruació. Fins i tot s'ha postulat que el cicle de 260 dies va ser establert per les matrones per predir la data del naixement.
Diversos estudiosos, entre ells Vincent Malmström (1973) seguint idees proposades per Zelia Nuttall (1928), Ola Apenes (1936) i altres, suggereixen que el tzolkin està relacionat amb el trànsit del sol. Segons aquesta teoria, en la banda que limiten els paral·lels 14° 42' N i 15 °N el sol aconsegueix el seu zenit cap al 12 d'agost i de nou el 30 d'abril de l'any següent dates entre les quals transcorren 260 dies. Aquesta teoria no té gran acceptació perquè les més antigues inscripcions s'han trobat lluny de les latituds proposades i a cada cicle de 260 dies segueix un altre de 105. Malgrat el que s'ha dit, aquest cicle complementari de 105 dies resulta ser el del cultiu del blat de moro i encara avui dia en les comunitats de la costa sud de Guatemala en les quals subsisteix el tzolkin, es planta a la fi d'abril o principi de maig i es recol·lecta a mitjans d'agost.
Anthony F. Aveni proposa que els maies van utilitzar un calendari venusià de la mateixa manera que altres astrònoms han emprat calendaris solars, suggerint que la Taula de Venus del Còdex de Dresden és una precisa efemèrides astronòmica d'aquest planeta. En defensa de la seva hipòtesi fa notar que la mitjana de temps entre les aparicions de Venus a l'alba o al capvespre és de 263 dies i que la meitat de l'any dracònic -temps que transcorre de mitjana entre dues eclipsis- és de 173,31 dies i té una relació amb el tzolkin de 2 a 3. Si bé aquest fet pugui no justificar l'origen del tzolkin el fet és que els maies van emprar el tzolkin en la predicció d'eclipsis. El mateix autor exposa a la seva obra la hipòtesi de l'origen mixt del tzolkin.

## Els dies del Tzolkin
El Tzolkin és una successió de vint tretzenes o tretze vintenes. Els dies de cada tretzena es numeren de forma consecutiva mentre que els de cada vintena té noms que es repeteixen cíclicament i es troben sota la advocació d'una deïtat. La combinació d'ambdues sèries origina un cicle de 260 dies.
| No. ¹ | Nom del dia 2 | Exemple del glif en inscripció 3 | Exemple del glif en còdex 4 | Maia yucatec del segle xvi 5 | Pronunciació en maia clàssic 6 | Significat 7                                                                   | Quiche 8   |
| --- | ------------- | -------------------------------- | --------------------------- | ---------------------------- | ------------------------------ | ------------------------------------------------------------------------------ | ---------- |
| 01 | Imix'         |                                  |                             | Imix                         | Imix (?) / Ha' (?)             | Cocodril; el cos de la Terra o el món.                                         | Imox       |
| 02 | Ik'           |                                  |                             | Ik                           | Ik'                            | Vent, alè, vida. També la violència, llampec.                                  | Iq'        |
| 03 | Ak'b'al       |                                  |                             | Akbal                        | Ak'b'al (?)                    | Nit, foscor; l'Inframon, clarejar, vesprejar, gra.                             | Aq'ab'al   |
| 04 | K'an          |                                  |                             | Kan                          | K'an (?)                       | Blat de moro, abundància, riquesa, xarxa, teranyina, foc.                      | K'at       |
| 05 | Chikchan      |                                  |                             | Chicchan                     | (desconeguda)                  | Serp celestial.                                                                | Kan        |
| 06 | Kimi          |                                  |                             | Cimi                         | Cham (?)                       | Mort, renaixement.                                                             | Kame       |
| 07 | Manik'        |                                  |                             | Manik                        | Manich' (?)                    | Símbol del déu de la caça, cérvol, autoritat.                                  | Kej        |
| 08 | Lamat         |                                  |                             | Lamat                        | Ek' (?)                        | Conill, símbol del planeta Venus, posta del sol.                               | Q'anil     |
| 09 | Muluk         |                                  |                             | Muluc                        | (desconeguda)                  | Aigua, simbolitzat amb el jade, pluja, ofrena.                                 | Toj        |
| 10 | Ok            |                                  |                             | Oc                           | (desconeguda)                  | Gos, guia al sol durant la nit a través del inframon, justícia.                | Tz'i'      |
| 11 | Chuwen        |                                  |                             | Chuen                        | (desconeguda)                  | Mico, déu de les arts i el coneixement.                                        | B'atz'     |
| 12 | Eb'           |                                  |                             | Eb                           | (desconeguda)                  | Gespa, relacionat amb la pluja, dent, camí.                                    | I'         |
| 13 | B'en          |                                  |                             | Ben                          | (desconeguda)                  | Roig, qui cuida del creixement del gra, canya, abundància.                     | Aj         |
| 14 | Ix            |                                  |                             | Ix                           | Hix (?)                        | Jaguar, el sol nocturn, vitalitat.                                             | I´x, Balam |
| 15 | Men           |                                  |                             | Men                          | (desconeguda)                  | Àguila, au o lluna, llibertat.                                                 | Tzikin     |
| 16 | Kib'          |                                  |                             | Cib                          | (desconeguda)                  | Voltor i mussol, aus de la mort del dia i la nit. També cera, ànima i insecte. | Ajmaq      |
| 17 | Kab'an        |                                  |                             | Caban                        | Chab' (?)                      | Terratrèmol, Intel·ligència, saviesa, Coneixement.                             | No'j       |
| 18 | Etz'nab'      |                                  |                             | Etznab                       | (desconeguda)                  | Ganivet, el de sílex ritual.                                                   | Tijax      |
| 19 | Kawak         |                                  |                             | Cauac                        | (desconeguda)                  | Tempesta, déus del tro i el raig.                                              | Kawoq      |
| 20 | Ajaw          |                                  |                             | Ahau                         | Ajaw                           | Senyor, el déu Sol, sarbataner, majestat.                                      | Ajpu       |
| Llegenda: 1. El nombre de seqüència del dia batejat al Tzolkin 2. Nom del dia a l'ortografia revisada de l'Acadèmia de Llengües Maies de Guatemala 3. Un exemple de glif (logograma) per al dia batejat, típic d'inscripcions monumentals ("modelo cartutx"). La majoria alterna formes ja existents. 4. Un exemple de glif, stio [còdex maia. Quan era pintats s'usava un estil més modest amb el mateix significat. De nou, formes ja existents. 5. Nom del dia, del maia yucatec del XVI segons Diego de Landa, aquesta ortografia, fins fa poc, va ser àmpliament usada 6. Les versions que es donen aquí (en el Maia clàssic, el principal idioma de les inscripcions del Període Clàssic (200-900)) es reconstrueixen sobre la base de comparacions fonològiques; un símbol '?' indica que la reconstrucció és temptativa. 7. Cada nom de dia tenia una associació comuna o identificació amb determinats fenòmens naturals |               |                                  |                             |                              |                                |                                                                                |            |

Suposant, com sostenen alguns autors que el primer dia del tzolkin sigui 1 Imix, la successió dels dies de les vint tretzenes del tzolk'in seria la següent.
| 1    | 2        | 3        | 4        | 5        | 6        | 7        | 8        | 9        | 10       | 11       | 12       | 13       |          |
| 1.ª  | Imix     | Ik       | Kan      | Akbal    | Chicchan | Cimi     | Manik    | Lamat    | Muluc    | Oc       | Chuen    | Eb       | Ben      |
| 2.ª  | Ix       | Men      | Cib      | Caban    | Etznab   | Cauac    | Ahau     | Imix     | Ik       | Kan      | Akbal    | Chicchan | Cimi     |
| 3.ª  | Manik    | Lamat    | Muluc    | Oc       | Chuen    | Eb       | Ben      | Ix       | Men      | Cib      | Caban    | Etznab   | Cauac    |
| 4.ª  | Ahau     | Imix     | Ik       | Kan      | Akbal    | Chicchan | Cimi     | Manik    | Lamat    | Muluc    | Oc       | Chuen    | Eb       |
| 5.ª  | Ben      | Ix       | Men      | Cib      | Caban    | Etznab   | Cauac    | Ahau     | Imix     | Ik       | Kan      | Akbal    | Chicchan |
| 6.ª  | Cimi     | Manik    | Lamat    | Muluc    | Oc       | Chuen    | Eb       | Ben      | Ix       | Men      | Cib      | Caban    | Etznab   |
| 7.ª  | Cauac    | Ahau     | Imix     | Ik       | Kan      | Akbal    | Chicchan | Cimi     | Manik    | Lamat    | Muluc    | Oc       | Chuen    |
| 8.ª  | Eb       | Ben      | Ix       | Men      | Cib      | Caban    | Etznab   | Cauac    | Ahau     | Imix     | Ik       | Kan      | Akbal    |
| 9.ª  | Chicchan | Cimi     | Manik    | Lamat    | Muluc    | Oc       | Chuen    | Eb       | Ben      | Ix       | Men      | Cib      | Caban    |
| 10.ª | Etznab   | Cauac    | Ahau     | Imix     | Ik       | Kan      | Akbal    | Chicchan | Cimi     | Manik    | Lamat    | Muluc    | Oc       |
| 11.ª | Chuen    | Eb       | Ben      | Ix       | Men      | Cib      | Caban    | Etznab   | Cauac    | Ahau     | Imix     | Ik       | Kan      |
| 12.ª | Akbal    | Chicchan | Cimi     | Manik    | Lamat    | Muluc    | Oc       | Chuen    | Eb       | Ben      | Ix       | Men      | Cib      |
| 13.ª | Caban    | Etznab   | Cauac    | Ahau     | Imix     | Ik       | Kan      | Akbal    | Chicchan | Cimi     | Manik    | Lamat    | Muluc    |
| 14.ª | Oc       | Chuen    | Eb       | Ben      | Ix       | Men      | Cib      | Caban    | Etznab   | Cauac    | Ahau     | Imix     | Ik       |
| 15.ª | Kan      | Akbal    | Chicchan | Cimi     | Manik    | Lamat    | Muluc    | Oc       | Chuen    | Eb       | Ben      | Ix       | Men      |
| 16.ª | Cib      | Caban    | Etznab   | Cauac    | Ahau     | Imix     | Ik       | Kan      | Akbal    | Chicchan | Cimi     | Manik    | Lamat    |
| 17.ª | Muluc    | Oc       | Chuen    | Eb       | Ben      | Ix       | Men      | Cib      | Caban    | Etznab   | Cauac    | Ahau     | Imix     |
| 18.ª | Ik       | Kan      | Akbal    | Chicchan | Cimi     | Manik    | Lamat    | Muluc    | Oc       | Chuen    | Eb       | Ben      | Ix       |
| 19.ª | Men      | Cib      | Caban    | Etznab   | Cauac    | Ahau     | Imix     | Ik       | Kan      | Akbal    | Chicchan | Cimi     | Manik    |
| 20.ª | Lamat    | Muluc    | Oc       | Chuen    | Eb       | Ben      | Ix       | Men      | Cib      | Caban    | Etznab   | Cauac    | Ahau     |

## Matriu harmònica
El sincronari tzolk'in és representat en una matriu numèrica en forma de taula, composta per 20 files (que són els segells) i 13 columnes (que són els tons), o respectivament, 20 columnes i 13 files, ja que la matriu pot estar en posició vertical o horitzontal. Cada dia (Kin) d'aquest sincronari (o calendari), està compost per la combinació d'un to i un segell. En la imatge d'a baix, es mostra el tzolk'in de forma vertical, amb els seus respectius segells traduïts a l'idioma espanyol.
Aquesta matriu numèrica, o calendari en general, ha estat motiu de recerca a causa de la seva peculiar organització numèrica. Heus aquí algunes curiositats:
- Si sumem els nombres de les quatre cantonades del tzolk'in (1, 7, 7, 13), trobarem que dona un total de 28, que és el nombre aproximat de dies en un mes. Aquest fenomen es repeteix també en les cantonades interiors.
- Si multipliquem el número 28 que vam obtenir sumant les cantonades, pel número 13 (quantitat de tons), obtenim el número 364. Si considerem que els maies començaven a explicar des del zero, podem ajustar-ho això a la nostra manera d'explicar sumant un dígit: 364 + 1 = 365. Obtenim 365, que és el nombre de dies en un any solar.
- Si vam sumar els nombres de l'un al tretze (1 + 2 + 3 + 4 + 5 + 6 + 7 + 8 + 9 + 10 + 11 + 12 + 13 = 91), obtenim noranta-u, que és el nombre de dies de cada estació de l'any solar (91*4=364). Si considerem de nou que els maies començaven a explicar des del zero, podem trobar que per a ells, en realitat, l'any solar posseeix 365 dies, perquè el primer dia de l'any seria zero.
- Si prenem en compte que els maies començaven a comptar des del 0, podem utilitzar el mateix mètode que ideo, que consisteix a sumar el 0 amb el 13, després l'1 amb el 12 i així successivament ((0,13),(1,12),(2,11),(3,10),(4,9),(5,8)i (6,7)).[10] D'aquesta forma en aquestes sumes obtindrem sempre 13, i aquest mètode ho repetim 7 vegades. Després 13•7=91 que és el nombre de dies de cada estació de l'any solar, incloent que el 13 és el nombre sagrat dels maies i el 7 el nombre místic maia.
- Si sumem de la mateixa forma que Gauss, però aquesta vegada entre 1 i 13, 2 i 12, així successivament sense incloure el 7 nombre místic maia. Aquesta suma que es repeteix 6 vegades ens dona per resultat sempre 14, després (14•6)+7=91.
- En cada fila estan els 13 dígits en ordres diferents i, per tant, sumant el mateix: 91, sumatori de 13 o 7 x 13.
- La suma de la columna central, la 7ª, anomenada Columna Mística, és 140 que és la mitjana de la suma de totes les columnes.
- Cada cel·la o unitat pot representar tant a 1 Kin (1 dia) com a 1 Katun (= 7.200 kines), de manera que el total de les 260 unitats pot expressar tant 260 kines (Tzolkin = 13 kines x 20 cicles) com 260 Katunes (13 Katunes x 20 cicles Ahau) o 7.200 Tzolkines, el Compte Llarg.